# Heterodon
Heterodon — рід змій родини полозових (Colubridae). Станом на 2024 рік описано 4(5) видів. Поширені в Північній Америці. У складі роду є 2 ендемічних і 1 раритетний види плазунів.. Умовно отруйні змії (реальної небезпеки для людини не становлять).

## Етимологія
Наукова назва роду походить від грец. слів heteras = «різний» і odon = «зуб», що стосується збільшених задніх зубів.
Назва на інших мовах: Hog-nosed Snake (англ., дослівно «свиноноса змія»); свиноносые змеи (рос.).

## Опис
Загальна довжина представників цього коливається від 30 до 120 см. Тулуб кремезний. Хвіст помірної довжини. Голова коротка, масивна. На кінці морди розташований витягнутий вперед і вгору міжщелепний щиток (різної довжини в залежності від виду), що слугує для риття в пухкому ґрунті. Задній зуб з кожного боку верхньої щелепи сильно подовжений й трохи загнутий назад. Через рани, нанесені цими зубами, у тіло жертви потрапляє отруйна слина.
Забарвлення коричневе, червоне, бежеве, зелене, помаранчеве з темними плямами.

## Поширення
Представники роду мешкають у Північній Америці: південно-західних штатах США та Північній Мексиці. З них 2 види ендемічні (Heterodon gloydi, Heterodon simus)

## Особливості біології
Населяють напівпустелі, пустелі, кам'янисті та чагарникові місцевості. Активні переважно вдень.
Представники роду належать до яйцекладних змій. Самиці відкладають у пухкий ґрунт від 15 до 27 яєць.
Живляться переважно земноводними, а також ящірками, дрібними зміями та гризунами. Надбали імунітет від отрути жаб.

## Охорона
3 види роду занесені до Червоного списку МСОП та ряду інших природоохоронних документів. Раритетним з них є 1 вид: Heterodon simus (охоронна категорія МСОП: VU).

## Практичне значення
Всі представники роду виробляють відносно малотоксичну слину, яку використовують під час полювання на свою здобич. Отрута діє переважно на холоднокровних тварин. При певних умовах вони можуть становити небезпеку, якщо в результаті укусу отрута потрапить до організму людини. Отрута може призводити до легкого ступеня отруєння, симптоми якого (набряк, капілярні крововиливи в місці укусу), як правило, через кілька днів зникають.

## Систематика
Станом на 2024 рік описано 4(5) видів:
- Heterodon gloydi;
- Heterodon kennerlyi;
- Heterodon nasicus;
- Heterodon platirhinos;
- Heterodon simus.